# Carl Nipperdey

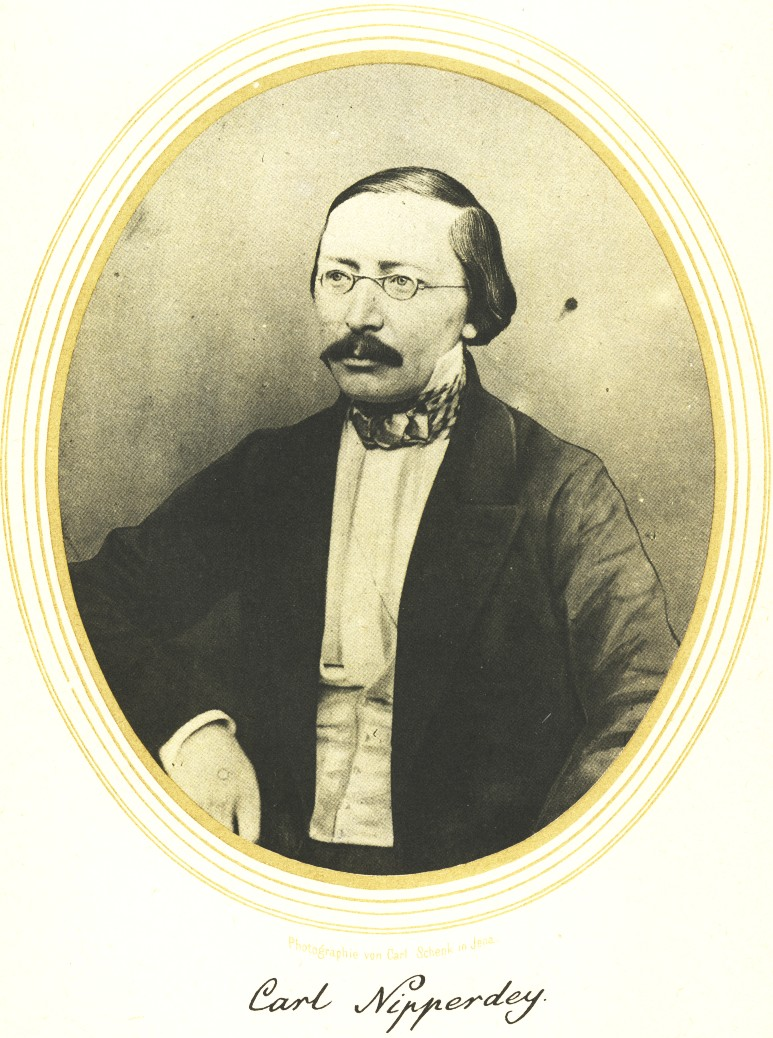
Carl Nipperdey um 1858 auf einer Fotografie von Carl Schenk

Carl Ludwig Nipperdey, auch Karl Ludwig Nipperdey (* 13. September 1821 in Schwerin; † 2. Januar 1875 in Jena) war ein deutscher klassischer Philologe.

## Leben
Carl Nipperdey wurde als Sohn des Malers Heinrich Nipperdey (1779–1861) in Schwerin geboren. Er erhielt zunächst Privatunterricht, vor allem in Latein, und besuchte ab 1834 das Fridericianum Schwerin. Im Jahr 1840 begann er in Leipzig das Studium der Philologie unter anderem bei Moriz Haupt und Gottfried Hermann, das er ab 1843 an der Berliner Universität unter anderem bei Karl Lachmann fortsetzte. Er wurde 1846 in Berlin mit der Arbeit De supplementis commentariorum C. Julii Caesaris promoviert und war anschließend als Privatgelehrter in Leipzig tätig. Im Jahr 1850 folgte in Leipzig die Habilitation zum Thema Spicilegium criticum in Cornelio Nepote und anschließend die Tätigkeit als Privatdozent. Er lehrte über die griechische Geschichtsschreibung, römische Staatsaltertümer und Sallusts De coniuratione Catilinae; „seine Vorlesungen und Übungen stellten hohe Anforderungen an die Studenten“.
Im Jahr 1852 wurde Nipperdey als Nachfolger Ferdinand Gotthelf Hands als außerordentlicher Professor für klassische Philologie an die Friedrich-Schiller-Universität Jena berufen und dort bald Mitdirektor des Philologischen Seminars. Im Jahr 1854 wurde Nipperdey zum ordentlichen Professor ernannt, am 13. Januar 1855 Mitglied des Senats der Universität und in den Sommersemestern 1857 und 1861 Dekan der Philosophischen Fakultät. Im Wintersemester 1857/58 bekleidete er das Amt eines Prorektors der Universität. Seit 1852 war er ordentliches Mitglied der Königlich Sächsischen Gesellschaft der Wissenschaften.

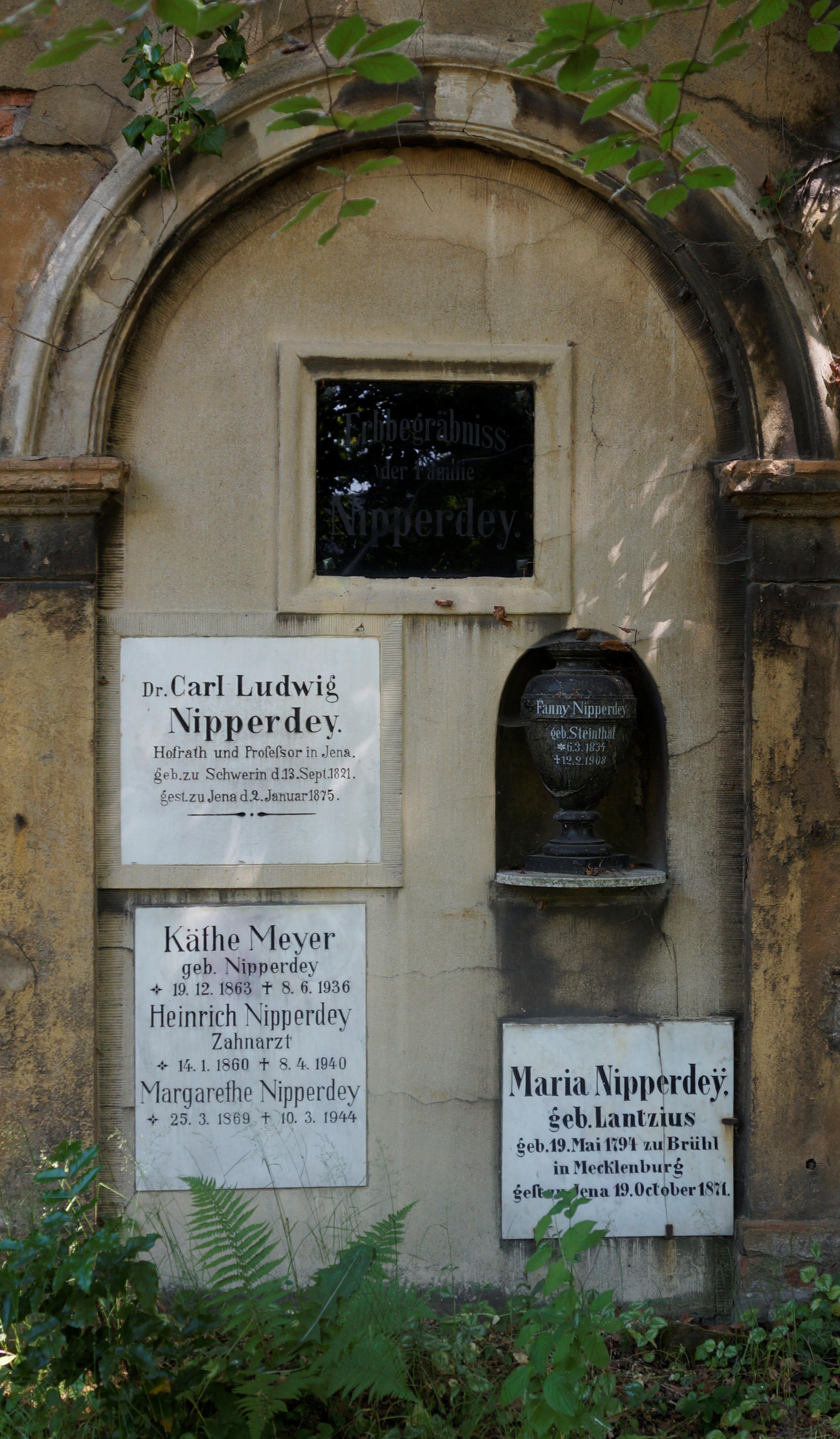
Grabstätte Fam. Nipperdey, u. a. mit Carl Ludwig Nipperdey, auf dem Jenaer Johannisfriedhof

Im Jahr 1867 übernahm Nipperdey von Karl Wilhelm Göttling die Professur der Beredsamkeit, war jedoch vom Halten lateinischer Festreden entbunden worden. Nipperdey erkrankte an einem Nerven- und Rückenmarksleiden, das sich zunehmend verschlimmerte, im Januar 1875 starb er durch Suizid.
Nipperdeys Enkel war der Jurist Hans Carl Nipperdey, sein Urenkel war der Historiker Thomas Nipperdey.

## Wirken
Nipperdey war als klassischer Philologe auf das Latein spezialisiert. Er edierte unter anderem Werke von Caesar, Cornelius Nepos und Tacitus. Seine Leistungen galten in diesem Bereich als grundlegend und er selbst als „musterhafter Interpret der schwierigsten römischen Schriftsteller“.

## Werke
- 1847: C. Julii Caesaris Commentarii	cum supplementis A. Hirtii et aliorum. Ex rec. Car. Nipperdeii
- 1849: Cornelius Nepos. Erklärt von Carl Nipperdey
- 1850: Spicilegium criticum in Cornelio Nepote (Habilitationsschrift)
- 1852: Cornelius Tacitus. Annales (2 Bände)
- 1865: Über die leges annales der römischen Republik
- 1871: Tacitus. Opera, Partes 1–4 (mit Rudolf Schöll)
- 1877: Opuscula (posthum)